# Дубровачко-Неретванска
Дубровачко-Неретванска, Дубровницко-Неретвинская жупания (хорв. Dubrovačko-neretvanska županija) — самая южная жупания Хорватии, расположенная в Южной Далмации. Занимает узкую полосу суши вдоль приморского склона Динарского нагорья, протянувшуюся на 122 км.

## География
На севере Дубровачко-Неретванска граничит с жупанией Сплитско-Далматинска, на юге — с черногорской общиной Херцег-Нови, на востоке — с Федерацией Боснии и Герцеговины, территория которой на небольшом 9-километровом участке в районе Неума прерывает континентальную часть жупании. Береговая линия жупании сильно расчленена на многочисленные бухты, заливы, проливы, полуострова (крупнейший из которых — Пелешац) и острова (Корчула, Млет, Ластово, Сушац, Локрум, Элафитские острова) Адриатического моря.
Климат жупании — самый тёплый в Хорватии, с сухим жарким летом и тёплой дождливой зимой.

## История
Территория современной жупании в историческое время принадлежала грекам, римлянам, византийцам, сербам, венецианцам, Дубровницкой республике, французам, австрийцам. В 1918 году вошла в состав Королевства сербов, хорватов и словенцев (Югославия с 1929 года), во время Второй мировой войны была поделена между фашистской Италией и НХГ. С 1945 года — в составе югославской Социалистической республики Хорватии, а с 1991 года — в независимой Хорватии.

## Административное деление
В административном отношении жупания делится на 22 муниципальных образования (5 городов и 17 общин): 7 — в дельте реки Неретвы, 4 — на дубровницком побережье, 4 — на полуострове Пелещац, 5 — на острове Корчула, 1 — на острове Млет и 1 — на островах Ластово и Сушац.
Муниципальные образования:
- Город Дубровник (административный центр)
- Община Жупа-Дубровачка (центр — Сребрено)
- Община Зажабле (центр — Млиниште)
- Город Корчула
- Город Меткович
- Город Опузен
- Город Плоче
- Община Блато
- Община Вела-Лука
- Община Дубровачко-Приморье (центр — Слано)
- Община Конавле (центр — Цавтат)
- Община Кула-Норинска
- Община Ластово
- Община Лумбарда
- Община Млет (центр — Бабино-Поле)
- Община Оребич
- Община Поозёрье (центр — Отрич-Сеоци)
- Община Сливно (центр общины — Влака)
- Община Смоквица
- Община Стон
- Община Трпань
- Община Яньина

## Транспорт
Автомобильное сообщение дубровницкой части жупании с неретванской сегодня возможно по Адриатическому шоссе через боснийский город Неум, или через Неретванский залив по Пелешацкому мосту. Связь континентальной части жупании с островами осуществляют регулярные паромные рейсы и скоростные пассажирские катамараны. Остров Корчула планируют связать с полуостровом Пелешац мостом или тоннелем. Крупные морские торговые порты расположены в Дубровнике и Плоче. Последний является также конечным пунктом боснийской железной дороги и его порт по договорённости используется Боснией и Герцеговиной. Крупный международный аэропорт находится в 20 км к юго-востоку от Дубровника.

## Хозяйство
Главный сельскохозяйственный район жупании находится в обширной плодородной дельте Неретвы, где выращивают субтропические плодово-ягодные культуры и овощи. На горных склонах остальной части жупании выращивают оливки. В Малостонском канале у полуострова Пелещац разводят устриц и мидий. Из отраслей промышленности наибольшее развитие получила пищевая, перерабатывающая местную продукцию. Главным источником дохода является туризм. В районе расположены культурно-исторические и природные памятники. Охраняемыми территориями являются национальный парк Млет и природный парк Ластово. В список Всемирного наследия ЮНЕСКО включена историческая часть города Дубровник.